# One Word
«One Word» es el sencillo principal de Sleeping in the Nothing, el segundo álbum de la cantante inglesa Kelly Osbourne lanzado en 2005. La canción fue acusada por plagiar partes de la letra y elementos de "Fade to Grey" de Visage. Billy Currie, coescritor de "Fade to Grey", acusó a la compositora de "One Word", Linda Perry por violar los derechos de autor de la canción. Currie tuvo conversaciones con los otros dos autores del tema (Midge Ure y Christopher Payne) para iniciar acciones legales; pero el inconveniente fue rápidamente subsanado luego que Perry estuvo de acuerdo en pagar los derechos de autor por cada sencillo vendido. Si bien el sencillo tuvo un éxito moderado en el Billboard Pop 100, fue un gran éxito en las listas de música dance de los Estados Unidos. En parte, ganó aceptación en las pistas de baile gracias a la remezcla del aclamado DJ Chris Cox. Irónicamente, Tiziano Ferro utilizó la tonada de la canción para grabar su tema "Stop, olvidate" y Visage ha prometido lanzar un remix de "One Word"; ambos en 2006, aunque nunca se llegó a concretar.

## Video musical
El video musical de la canción fue dirigido por Chris Applebaum. Está rodado en blanco y negro, y está inspirado en la película de ciencia ficción Alphaville, dirigida en 1965 por Jean-Luc Godard.

## Lista de canciones
- iTunes EP[4]

1. «One Word» (Chris Cox Remix) – 7:56
2. «One Word» – 4:03
3. «One Word» (Favela Funk Remix) – 4:16
4. «One Word» (Instrumental) – 4:05
5. «Sound of the Crowd» (Human League Cover) – 3:55

- CD Single[5]

1. «One Word» (Chris Cox Club Remix) – 7:57
2. «One Word» (Álbum Versión) – 4:03
3. «One Word» (Favela Funk Remix) – 4:16
4. «One Word» (Álbum Instrumental) – 4:05
5. «Sound of the Crowd» (Human League Cover) – 3:55

- One Word Pt. 1[6]

1. «One Word» (Radio Edit)
2. «One Word» (Chris Cox's Radio Edit)

- One Word Pt. 2[7]

1. «One Word» (Álbum Versión) – 4:03
2. «Sound of the Crowd» – 3:55
3. «One Word» (Chris Cox's Club Remix) – 7:57
4. «One Word» (Music Video)

## Posicionamiento en listas
| Lista (2005)                                | Mejor posición |
| ------------------------------------------- | -------------- |
| Alemania (Media Control AG)                 | 60             |
| Australia (ARIA)                            | 38             |
| Bélgica (Flandes) (Ultratip Bubbling Under) | 12             |
| Bélgica (Valonia) (Ultratip Bubbling Under) | 17             |
| Canadá (Canadian Singles Chart)             | 19             |
| España (Top 100 Canciones)                  | 9              |
| Estados Unidos (Hot Dance Club Songs)       | 1              |
| Estados Unidos (Hot Dance Airplay)          | 1              |
| Estados Unidos (Billboard Pop 100)          | 82             |
| Irlanda (IRMA)                              | 19             |
| Países Bajos (Mega Single Top 100)          | 83             |
| Reino Unido (UK Singles Chart)              | 9              |
| Suecia (Sverigetopplistan)                  | 48             |

### Sucesión en listas
| Predecesor: «Since U Been Gone» de Kelly Clarkson | Hot Dance Airplay — Sencillos número uno 15 de mayo de 2005 — 20 de junio de 2005      | Sucesor: «Listen to Your Heart» de D.H.T. |
| Predecesor: «Lift It Up» de Inaya Day             | Dance/Club Play Songs — Sencillos número uno 18 de junio de 2005 — 24 de junio de 2005 | Sucesor: «Lonely No More» de Rob Thomas   |